# Nucleolaria
Nucleolaria es un género de gasterópodos perteneciente a la familia Cypraeidae, de la subclase de las Caenogastropoda .
Las especies de este género se encuentran en  el hemisferio sur, siendo común su aparición en el fondo marino .
Especies:
- Nucleolaria cassiaui (Burgess, 1965)
- Nucleolaria cowlitziana Groves, 1994
- Nucleolaria granulata (Pease, 1863)
- Núcleo de nucleolaria (Linnaeus, 1758)
- Staphylaea soloensis (Schilder, 1937)